# Юнусов Роман Андрійович
Роман Андрійович Юнусов (9 вересня 1980 , Кімовськd, Тульська область ) — російський гуморист і актор, резидент Comedy Club, створив дует «Сестри Зайцеви». Ведучий програми «Зайцевись!» на телеканалі O2TV (разом з Олексієм Ліхницьким) і програми «Руйнівники прислів'їв» на каналі ДТВ. Одружений, має трьох дітей.
Свідомо порушив державний кордон України з метою проникнення до окупованого Росією Криму. За незаконну гастрольну діяльність та участь в зйомках фільму («Чоловіки проти жінок. Кримські канікули») в анексованому Криму в листопаді 2017 року внесений до «чистилища» бази «Миротворець».

## Біографія
Народився в Кимовську Тульської області 9 вересня 1980 року. Батько лезгин, родом з Даґестану, мати росіянка. Після розлучення батьків виїхав до Тульської області . Після закінчення середньої школи вступив до Московської сільськогосподарської академії.
Грав у КВК у складі команд «Зелена миля» та РосНОУ. У 2003 році познайомився з капітаном команди «Нові вірмени» Гаріком Мартиросяном, від якого дізнався про набір до програми Comedy Club. Прийшовши на кастинг, він зустрів свого товариша Олексія Ліхницького, який пройшов кастинг і шукав собі напарника для дуету .
Також спільно з Олексієм Ліхницький був ведучим ранкового ефіру на радіо «Максимум».
У 2010 році бере участь у програмі Наша Russia в ролі вболівальника «Москвича».
З 21 лютого 2016 року по 28 січня 2017 року — ведучий телевікторини «Підмосковні вечори» на Першому каналі.
З березня 2018 року ведучий розважальної програми « Шоу вихідного дня» на телеканалі «СТС».
У червні 2020 року запустив в інтернеті сайт реаліті-шоу «Голосуй або НЕ п*зди!», присвячений агітації за участь в голосуванні по поправкам до конституції Росії.

## Фільмографія
1. 2010 — «Наша Russia» (5-й сезон) — Валера, уболівальник «Москвича»
2. 2010 — «Руйнівники прислів'їв» — ведучий
3. 2013 — «Що коять чоловіки!» — Гоша
4. 2013 — «Острів везіння» — Рома
5. 2013 — «Корпоратив» — Слава, поліцай
6. 2013 — «Кот Грім і зачароване будинок» (мультфільм, Франція) — Чихуахуа (дубляж)
7. 2015 — «Що виробляють чоловіки! 2» — Гоша
8. 2015 — «Жінки проти чоловіків» — Макс
9. 2015 — «Ноги прокурора» — ведучий
10. 2015 — «Весела нічка»[12]
11. 2016 — «Підмосковні вечори»
12. 2016 — «Однокласниці»
13. 2016 — «Пушкін»
14. 2017 — «Zомбоящік» — ведучий передачі «Хочу все дізнатися» / прокурор / коваль Федот / тато Петі / Лев Толстой / Санта-Клаус / священик / Карлсон / співробітник ГІБДД
15. 2018 — «Жінки проти чоловіків: Кримські канікули» — Макс
16. 2018, 2019 — «Шоу вихідного дня» — співведучий